# Élodie Brochier
Élodie Brochier (* 1. Juni 1972 in Vénissieux) ist eine französische Schauspielerin, Performancekünstlerin und Musikerin (Gesang, Akkordeon) sowie Puppenspielerin.

## Leben
Élodie Brochier studierte Philosophie in Poitiers und Theaterwissenschaft in Straßburg und danach Figurentheater an der National School Supérieure Des Arts De La Marionnette (ESNAM) in Charleville-Mézières. Seit den 2000er Jahren tritt sie vermehrt in der deutsch-französischen Grenzregion in der freien Szene als Bühnenkünstlerin auf. So spielte sie Solo-Programme und wirkt auch in Ensembles wie Quatre Marteaux, Puzzle, In.Zeit Ensemble, Korso-Op. Kollektiv und dem Liquid Penguin Ensemble und Les Oniristes.
2007 wirkte sie als Chanson-Sängerin bei dem Album Nur nicht aus Liebe weinen der Kölner Saxophon Mafia mit. 2012 wirkte sie als Sprecherin beim SR-Hörspiel Radio Elysée des Liquid Penguin Ensembles mit. 2014 war sie Sprecherin bei deren Hörspiel Ickelsamers Alphabet, welches als Hörspiel des Jahres und Hörspielpreis der Kriegsblinden ausgezeichnet und für den Deutschen Hörspielpreis der ARD nominiert wurde.
Seit 2020 produziert sie als RadiOHReille eigene Hörfunk-Tonstücke und wirkt beim Radiokunst-Netzwerk Radiom/Radiôme mit.

## Diskografie (Auswahl)
- Kölner Saxophon Mafia – Nur nicht aus Liebe weinen (JazzHausMusik2007)
- Quatre Marteaux – Knup Si Ton Daed (Gligg records, 2012)
- Ruby-Pilz-Weber & Brochier – Rimbaud #4 (JazzHausMusik 2015)
- Ulnaris: Comme un cheval fou (Bandcamp 2023, mit Johannes Schmitz, Lukas Konzelmann, Pascal Zimmer)